# بولوتینو
بولوتینو (به لاتین: Bolotino) یک منطقهٔ مسکونی در روسیه است که در باشقیرستان واقع شده‌است.